# Jeremy Christie
Jeremy Christie (Whangārei, 22 maggio 1983) è un ex calciatore neozelandese, di ruolo centrocampista.

## Palmarès

### Club

#### Competizioni nazionali
- Campionato neozelandese: 2

Waitakere United: 2009-2010, 2012-2013